# Артільне (Лозівський район)
Арті́льне — село в Україні, у Лозівській міській громаді Лозівського району Харківської області. Населення становить 618 осіб. До 2018 орган місцевого самоврядування — Артільна сільська рада.
Сільській раді були підпорядковані села Барабашівка, Григоросове, Дивізійне, Надеждине, Миколаївка, Михайлівка, Олександрівка Перша.

## Географія
Село Артільне знаходиться на лівому березі річка Орілька, вище за течією на відстані 2 км розташоване село Надеждине, нижче за течією на відстані 2 км розташоване село Олександрівка Перша (зняте з обліку в 1997 році), на протилежному березі — село Староволодимирівка (Красноградський район) Паралельно руслу річки проходить Канал Дніпро — Донбас. Селом протікає кілька пересихаючих струмків із загатами. Через село проходить автомобільна дорога Р79.
До районного центру — 25 км, до залізничної станції Орілька — 15 км.

## Історія
До 1860 року село називалося Чунишине (за прізвищем поміщика). Згідно з переказами, сюди приїздили підрядники і наймали артілі для роботи. Звідси й пізніша назва села — Артільне.
Станом на 1886 рік у селі, центрі Артельської волості Павлоградського повіту Катеринославської губернії, мешкало 635 осіб, налічувалось 104 дворових господарства, існували православна церква, школа, земська станція та 2 лавки, відбувалось 3 ярмарки на рік. За 15 верст — залізнична станція Краснопавлівка.
Під час виступів 1905—1907 років повсталі селяни підпалили поміщицьку економію, за що царські власті заслали на каторгу до Сибіру 6 осіб.
У роки Національно-визвольних змагань у селі перебували українські війська. Денікінцями були розстріляні місцеві мешканці Д. Йорж та С. Луньов, закатовані Т. Тимохін та А. Костянтинівський. Артілець Г. Голуб, вирвавшись з денікінського полону, очолив партизанський загін.
Під час організованого радянською владою Голодомору 1932—1933 років помер щонайменше 41 житель села.
За радянської влади в селі був колгосп імені Жданова. Мав 5 тисяч гектарів сільськогосподарських угідь, спеціалізувався на зерно-молочному господарчому напрямкові, а також вирощував городні культури. У 1965 році колгосп зібрав найкращий в районі урожай городніх культур.
12 червня 2020 року, відповідно до Розпорядження Кабінету Міністрів України  № 725-р «Про визначення адміністративних центрів та затвердження територій територіальних громад Харківської області», увійшло до складу Лозівської міської громади.
19 липня 2020 року, в результаті адміністративно-територіальної реформи та ліквідації колишнього Лозівського району (1923—2020), увійшло до складу новоутвореного Лозівського району Харківської області.
22 червня 2023 року рішенням №230 Національної комісії зі стандартів державної мови віднесено до списку населених пунктів, які «можуть не відповідати лексичним нормам української мови», зокрема стосуватися «російської імперської чи колоніальної політики». Громаді рекомендовано обґрунтувати доцільність збереження поточної назви або запропонувати нову назву в установленому законодавством порядку.

## Населення
Згідно з переписом УРСР 1989 року чисельність наявного населення села становила 600 осіб, з яких 286 чоловіків та 314 жінок.
За переписом населення України 2001 року в селі мешкало 614 осіб.

### Мова
Розподіл населення за рідною мовою за даними перепису 2001 року:
| Мова            | Кількість | Відсоток |
| --------------- | --------- | -------- |
| українська      | 590       | 95.47%   |
| російська       | 27        | 4.37%    |
| інші/не вказали | 1         | 0.16%    |
| Усього          | 618       | 100%     |

## Економіка
- «Світанок», фермерське господарство.
- Сільськогосподарське ТОВ «Агрофірма „Артільне“»

## Об'єкти соціальної сфери
- Амбулаторія загальної та сімейної медицини.
- У селі є одинадцятирічна школа (з 2011 року — НВК), клуб та бібліотека.